# 西弘農郡
西弘農郡，中国南北朝时设置的郡。
南朝齐高帝建元元年（479年）设置宁蛮校尉，同时设置西弘農郡，地属平蠻府。在今湖北省襄阳市一带，与弘農郡相区别称之为西弘農郡。永泰元年（498年），北魏夺得西弘農郡，废除西弘农郡。